# 15th Anniversary LIVE (押尾コータローの映像作品)
『15th Anniversary LIVE』（フィフティーンス・アニバーサリー・ライブ）は、日本のギタリスト、押尾コータローのライブビデオ。2018年6月27日発売。発売元はエスエムイーレコーズ。

## 解説
2017年12月24日に、押尾の地元である大阪市のフェスティバルホールで開催されたソロ活動15周年を記念したライヴ「15th Anniversary Special Live -Anytime Together!!!-」を収録したライブビデオ。
本作はBlu-rayとDVDの2形態で発売され、初回生産限定盤には過去のビデオクリップを網羅した特典ディスク（通常盤には含まれていない）が同梱されていた。

## トラックリスト
以下のディスク番号1〜4は、初回限定生産盤DVDによる。ブルーレイでは、ディスク1と2、3と4がそれぞれまとめられ、2枚組となっている。通常盤には、ディスク3と4は含まれていない。

### ディスク1
1. Opening "Gate"
2. Over Drive
3. Jet
4. Brand New Wings
5. SPLASH
6. ナユタ
7. 風の詩
8. 黄昏
9. 桜・咲くころ
10. オアシス
11. 蜃気楼
12. Birthday
13. 15th Anniversary Medley
(渚 〜 Blue sky 〜 AQUA-MARINE 〜 Fantasy! 〜 fly to the dream 〜 クリスタル 〜 Departure)
14. 彼方へ
15. STEALTH
16. メンバー紹介
17. RELATION!
18. 翼 〜you are the HERO〜
19. Legend 〜時の英雄たち〜

### ディスク2
＜Encore＞
1. Merry Christmas Mr. Lawrence
2. Together!!! (with DEPAPEPE)
3. Big Blue Ocean (with DEPAPEPE)
4. HARD RAIN
5. MOTHER
＜Closing Theme＞
6. Message
＜SPECIAL FEATURES＞
7. The Making of "15th Anniversary LIVE"
8. 蜃気楼 (with 葉加瀬太郎 & 柏木広樹)
9. 美しき人生 (with 葉加瀬太郎 & 柏木広樹)

### ディスク3
＜Music Video & Short Film＞
1. Fantasy!
2. Merry Christmas Mr. Lawrence
3. SPLASH
4. Chaser
5. Last Christmas
6. 桜・咲くころ
7. 翼 〜you are the HERO〜
8. 見上げてごらん夜の星を
9. ファイト！
10. ボレロ
11. オアシス
12. Friend
13. Big Blue Ocean -the movie-
14. PINK CANDY -the movie-
15. あの夏の白い雲 -the movie-

### ディスク4
1. 渚
2. IN MY LIFE (with Jake Shimabukuro)
3. Rushin'
4. 君がくれた時間 〜Alternative Ver.〜
5. LOVIN' YOU
6. Landscape
7. Brand New Wings
8. ナユタ
9. MOTHER -Short Film-
10. MOTHER
11. RELATION!
12. Together!!!
13. 空と風のワルツ